# Pro D2 2008-09
El Pro D2 2008-09 fue la novena edición de la segunda categoría profesional del rugby francés.

## Modo de disputa
El torneo se disputó en formato de todos contra todos en condición de local y de visitante en su fase regular, el equipo que se ubicó en la primera posición al finalizar el torneo se coronó campeón, del 2° al 5° puesto disputaron un play-off para decidir el segundo ascenso.
Los últimos dos equipos al finalizar el torneo descendieron directamente a la tercera división.

## Clasificación
| Pos. | Equipo                | Encuentros | Encuentros | Encuentros | Encuentros | Tantos | Tantos | Tantos | Puntos Bonus | Puntos |
| Pos. | Equipo                | PJ         | PG         | PE         | PP         | F      | C      | Dif    | Puntos Bonus | Puntos |
| ---- | --------------------- | ---------- | ---------- | ---------- | ---------- | ------ | ------ | ------ | ------------ | ------ |
| 1.º  | Racing Métro          | 30         | 24         | 0          | 6          | 754    | 469    | 285    | 11           | 107    |
| 2.º  | Agen                  | 30         | 21         | 0          | 9          | 799    | 543    | 256    | 10           | 94     |
| 3.º  | Albi                  | 30         | 19         | 2          | 9          | 569    | 493    | 76     | 7            | 87     |
| 4.º  | Stade Rochelais       | 30         | 18         | 0          | 12         | 647    | 499    | 148    | 15           | 87     |
| 5.º  | Oyonnax               | 30         | 18         | 1          | 11         | 605    | 438    | 167    | 11           | 85     |
| 6.º  | Lyon OU               | 30         | 17         | 1          | 12         | 600    | 448    | 152    | 14           | 84     |
| 7.º  | Tarbes                | 30         | 15         | 1          | 14         | 602    | 534    | 68     | 11           | 73     |
| 8.º  | Section Paloise       | 30         | 15         | 1          | 14         | 523    | 507    | 16     | 10           | 72     |
| 9.º  | Aurillac              | 30         | 16         | 1          | 13         | 615    | 653    | -38    | 6            | 72     |
| 10.º | Grenoble              | 30         | 11         | 1          | 18         | 416    | 469    | -53    | 14           | 60     |
| 11.º | Union Bordeaux Bègles | 30         | 13         | 0          | 17         | 591    | 639    | -48    | 8            | 60     |
| 12.º | Auch                  | 30         | 11         | 0          | 19         | 416    | 533    | -117   | 9            | 53     |
| 13.º | RC Narbonne           | 30         | 9          | 3          | 18         | 494    | 672    | -118   | 7            | 49     |
| 14.º | Colomiers             | 30         | 9          | 2          | 19         | 541    | 679    | -138   | 7            | 47     |
| 15.º | Bourg-en-Bresse       | 30         | 8          | 1          | 21         | 507    | 813    | -306   | 9            | 43     |
| 16.º | Béziers               | 30         | 8          | 2          | 20         | 465    | 755    | -290   | 5            | 41     |

| Bandera de Francia   |
| Campeón Racing Métro |
| Primer título        |

## Segundo ascenso

### Semifinal
| 2009 | Albi | 15 - 15 | La Rochelle |  |  |

| 2009 | Agen | 15 - 18 | Oyonnax |  |  |

### Final
| 31 de mayo de 2009 | Sporting Club Albi | 14 - 12 | Oyonnax |  |  |